# Ярославець (Люблінське воєводство)
Ярославець (пол. Jarosławiec) — село в Польщі, у гміні Ухані Грубешівського повіту Люблінського воєводства. Населення — 403 особи (2011).

## Історія

Церква 1640 року, зруйнована у 1938 р.

1564 року вперше згадується православна церква в селі.
Літом 1918 року, коли Ярославець опинився у складі Польщі, мешканці села, які повернулися з воєнної евакуації, зверталися до польської влади з проханням дозволити відкрити українську школу, на що отримали відмову. А вже 24 листопада 1918 року в село прибули польські легіонери, які арештували місцевого вчителя та 3 селян і провели обшуки.
У липні-серпні 1938 року польська адміністрація в рамках великої акції руйнування українських храмів на Холмщині і Підляшші знищила місцеву православну церкву.
1-5 липня 1947 року під час операції «Вісла» польська армія виселила зі села на приєднані до Польщі північно-західні терени 25 українців. У селі залишилося 634 поляків. Ще 36 невиселених українців підлягали виселенню.
У 1975—1998 роках село належало до Замойського воєводства.

## Населення
Демографічна структура станом на 31 березня 2011 року:
|          | Загалом | Допрацездатний вік | Працездатний вік | Постпрацездатний вік |
| -------- | ------- | ------------------ | ---------------- | -------------------- |
| Чоловіки | 206     | 32                 | 144              | 30                   |
| Жінки    | 197     | 22                 | 103              | 72                   |
| Разом    | 403     | 54                 | 247              | 102                  |